# Cédric Hountondji
Cédric Hountondji (* 19. ledna 1994) je beninský profesionální fotbalista, který hraje na pozici středního obránce za francouzský klub Angers SCO. Narodil se ve Francii, ale hraje za beninský národní tým.

## Klubová kariéra
Hountondji prošel mládežnickým týmem Rennes a v Ligue 1 debutoval 17. srpna 2013 proti Nice při venkovní porážce 2:1. Poté strávil nějaký čas na hostování ve dvou klubech Ligue 2, Châteauroux a Auxerre, než se v roce 2016 přesunul do Gazélec Ajaccio, který hrál stejnou ligu.
Dne 11. ledna 2018 podepsal smlouvu s New York City FC v Major League Soccer. Klub ho propustil 28. ledna 2019.
Dne 14. března 2019 podepsal Hountondji smlouvu s bulharským klubem Levski Sofia do konce sezóny s opcí na její prodloužení.
Dne 18. července 2022 podepsal Hountondji čtyřletou smlouvu s Angers.

## Reprezentační kariéra
Hountondji se narodil ve Francii beninskému otci a francouzské matce a má dvojí občanství. Reprezentoval Francii na různých mládežnických mezinárodních úrovních.
Za seniorský národní tým Beninu debutoval při přátelské prohře 0:1 s Mauritánií 25. března 2017.

## Statistiky

### Klubové
Platí k zápasu hranému 4. června 2021.
| Klub                    | Sezóna            | Liga                        | Liga   | Liga | Národní pohár | Národní pohár | Ligový pohár | Ligový pohár | Celkově | Celkově |
| Klub                    | Sezóna            | Soutěž                      | Zápasy | Góly | Zápasy        | Góly          | Zápasy       | Góly         | Zápasy  | Góly    |
| ----------------------- | ----------------- | --------------------------- | ------ | ---- | ------------- | ------------- | ------------ | ------------ | ------- | ------- |
| Rennes                  | 2013/14           | Ligue 1                     | 18     | 1    | 1             | 0             | 1            | 1            | 20      | 2       |
| Châteauroux (hostování) | 2014/15           | Ligue 2                     | 30     | 0    | 3             | 0             | 0            | 0            | 33      | 0       |
| Auxerre (hostování)     | 2015/16           | Ligue 2                     | 32     | 0    | 0             | 0             | 1            | 0            | 33      | 0       |
| Gazélec Ajaccio         | 2016/17           | Ligue 2                     | 33     | 2    | 1             | 0             | 1            | 0            | 35      | 2       |
| Gazélec Ajaccio         | 2017/18           | Ligue 2                     | 2      | 0    | 0             | 0             | 0            | 0            | 2       | 0       |
| Gazélec Ajaccio         | Celkově           | Celkově                     | 35     | 2    | 1             | 0             | 1            | 0            | 37      | 2       |
| New York City           | 2018              | MLS                         | 1      | 0    | 1             | 0             | –            | –            | 2       | 0       |
| Levski Sofia            | 2018/19           | 1. bulharská fotbalová liga | 6      | 0    | –             | –             | –            | –            | 6       | 0       |
| Clermont                | 2019/20           | Ligue 2                     | 21     | 0    | 0             | 0             | 0            | 0            | 21      | 0       |
| Clermont                | 2020/21           | Ligue 2                     | 37     | 1    | 0             | 0             | 1            | 0            | 38      | 1       |
| Clermont                | Celkově           | Celkově                     | 58     | 1    | 0             | 0             | 1            | 0            | 59      | 1       |
| Celkově v kariéře       | Celkově v kariéře | Celkově v kariéře           | 180    | 4    | 6             | 0             | 4            | 1            | 190     | 5       |